# Gare de Vijfhuizen
La gare de Vijfhuizen,  (en néerlandais : station Vijfhuizen), est une gare ferroviaire belge de la ligne 82, d'Alost à Burst. Elle est située à Erpe, section de la commune d'Erpe-Mere, dans la province de Flandre-Orientale en Région flamande.
C'est un point d'arrêt de la Société nationale des chemins de fer belges (SNCB), desservi, uniquement en semaine, par des trains P.

## Situation ferroviaire
Établie à 16 mètres d'altitude, la halte de Vijfhuizen est située au point kilométrique (PK) 4,300 de la ligne 82, d'Alost à Burst (voie unique), entre les gares d'Alost-Kerrebroek et d'Erpe-Mere.

## Histoire
La halte de Vijfhuizen est créée et ouverte au service des voyageurs le 15 juillet 1899. Elle est gérée par la gare d'Erpe-Mere.
Fermée durant la Première Guerre mondiale, elle est rouverte le 1er juin 1922.
Le 29 mai 1994, elle n'est plus desservie que par des trains P, uniquement en semaine.

## Service des voyageurs

### Accueil
Point d'arrêt SNCB, il dispose d'un panneau d'informations et d'un quai, avec un abri.

### Desserte
Vijfhuizen est desservie, uniquement en semaine par des trains P, sept dans chaque sens chaque jour.

### Intermodalité
Un parc pour les vélos, et un parking pour les véhicules y sont aménagés.

## Comptage voyageurs
Le graphique et le tableau montrent le nombre de passagers qui en moyenne embarquent durant la semaine, le samedi et le dimanche.
| Nombre de voyageurs qui embarquent à la gare de Vijfhuizen | Nombre de voyageurs qui embarquent à la gare de Vijfhuizen | Nombre de voyageurs qui embarquent à la gare de Vijfhuizen | Nombre de voyageurs qui embarquent à la gare de Vijfhuizen |
|                                                            | Semaine                                                    | Samedi                                                     | Dimanche                                                   |
| ---------------------------------------------------------- | ---------------------------------------------------------- | ---------------------------------------------------------- | ---------------------------------------------------------- |
| 1977                                                       | 109                                                        | 4                                                          | -                                                          |
| 1978                                                       | 94                                                         | 4                                                          | -                                                          |
| 1979                                                       | 114                                                        | -                                                          | -                                                          |
| 1980                                                       | 101                                                        | 1                                                          | -                                                          |
| 1981                                                       | 162                                                        | 5                                                          | -                                                          |
| 1982                                                       | 109                                                        | -                                                          | -                                                          |
| 1983                                                       | 101                                                        | -                                                          | -                                                          |
| 1984                                                       | 61                                                         | -                                                          | -                                                          |
| 1985                                                       | 73                                                         | -                                                          | -                                                          |
| 1986                                                       | 69                                                         | -                                                          | -                                                          |
| 1987                                                       | 62                                                         | -                                                          | -                                                          |
| 1988                                                       | 56                                                         | -                                                          | -                                                          |
| 1989                                                       | 81                                                         | -                                                          | -                                                          |
| 1990                                                       | 89                                                         | -                                                          | -                                                          |
| 1991                                                       | 76                                                         | -                                                          | -                                                          |
| 1992                                                       | 64                                                         | -                                                          | -                                                          |
| 1993                                                       | 44                                                         | -                                                          | -                                                          |
| 1994                                                       | 38                                                         | -                                                          | -                                                          |
| 1995                                                       | 32                                                         | -                                                          | -                                                          |
| 1996                                                       | 27                                                         | -                                                          | -                                                          |
| 1997                                                       | 39                                                         | -                                                          | -                                                          |
| 1998                                                       | 35                                                         | -                                                          | -                                                          |
| 1999                                                       | 30                                                         | -                                                          | -                                                          |
| 2000                                                       | 40                                                         | -                                                          | -                                                          |
| 2001                                                       | 35                                                         | -                                                          | -                                                          |
| 2002                                                       | 46                                                         | -                                                          | -                                                          |
| 2003                                                       | 46                                                         | -                                                          | -                                                          |
| 2004                                                       | 45                                                         | -                                                          | -                                                          |
| 2005                                                       | 36                                                         | -                                                          | -                                                          |
| 2006                                                       | 41                                                         | -                                                          | -                                                          |
| 2007                                                       | 39                                                         | -                                                          | -                                                          |
| 2008                                                       | -                                                          | -                                                          | -                                                          |
| 2009                                                       | 49                                                         | -                                                          | -                                                          |
| 2010                                                       | -                                                          | -                                                          | -                                                          |
| 2011                                                       | -                                                          | -                                                          | -                                                          |
| 2012                                                       | 54                                                         | -                                                          | -                                                          |
| 2013                                                       | 44                                                         | -                                                          | -                                                          |
| 2014                                                       | 49                                                         | -                                                          | -                                                          |
| 2015                                                       | 43                                                         | -                                                          | -                                                          |
| 2016                                                       | 45                                                         | -                                                          | -                                                          |
| 2017                                                       | 42                                                         | -                                                          | -                                                          |
| 2018                                                       | 35                                                         | -                                                          | -                                                          |
| 2019                                                       | 38                                                         | -                                                          | -                                                          |
| 2020                                                       | 27                                                         | -                                                          | -                                                          |
| 2021                                                       | -                                                          | -                                                          | -                                                          |
| 2022                                                       | 23                                                         | -                                                          | -                                                          |
| 2023                                                       | 32                                                         | -                                                          | -                                                          |
| 2024                                                       | 19                                                         | -                                                          | -                                                          |